# Metathelypteris laxa
Metathelypteris laxa är en kärrbräkenväxtart som först beskrevs av Adrien René Franchet och Savat., och fick sitt nu gällande namn av Ren-Chang Ching. Metathelypteris laxa ingår i släktet Metathelypteris och familjen Thelypteridaceae. Inga underarter finns listade.